# Remo nos Jogos Sul-Asiáticos de 2006
As competições de remo nos Jogos Sul-Asiáticos de 2006 ocorreram entre 19 e 21 de agosto. Sete provas foram disputadas.

## Calendário
| Agosto | 14 | 16 | 17 | 18 | 19 | 20 | 21 | 22 | 23 | 24 | 25 | 26 | 27 | 28 | Finais |
| ------ | -- | -- | -- | -- | -- | -- | -- | -- | -- | -- | -- | -- | -- | -- | ------ |
| Remo   |    |    |    |    | 4  |    | 3  |    |    |    |    |    |    |    | 7      |

## Quadro de medalhas
| Ordem | País      | Medalha de ouro | Medalha de prata | Medalha de bronze |    |
| ----- | --------- | --------------- | ---------------- | ----------------- | -- |
| 1     | Índia     | 7               |                  |                   | 7  |
| 2     | Paquistão |                 | 7                |                   | 7  |
| 3     | Sri Lanka |                 |                  | 7                 | 7  |
| TOTAL | TOTAL     | 7               | 7                | 7                 | 21 |

## Medalhistas
| Evento                           | Ouro | Prata                                                                                           | Bronze |
| Single skiff masculino           | IND Índia Bajranglal Takhar                                                                                 | PAK Paquistão Muhammad Akram                                                                    | SRI Sri Lanka Sena Fonseka |
| Double skiff masculino           | Bajranglal Takhar Sunil Kumar IND Índia                                                                     | Ali Hassan Maqbool Ali PAK Paquistão                                                            | H.M. Amaradasa Kamal Chandana Kumarapperuma SRI Sri Lanka                                                                      |
| Dois sem masculino               | Satish Joshi Dharmesh Sangwan IND Índia                                                                     | Syed Shajjr Muhammad Adeel PAK Paquistão                                                        | Nishantha Chandana Chaminda Sisira Kumara SRI Sri Lanka                                                                        |
| Quatro sem masculino             | Manoj Augustine Gurdarshan Singh Sukhjeet Singh Jenil Krishnan Jestin Joy Thomas Inderpal Siwatch IND Índia | Muhammad Adeel Sabir Ahmad Syed Shajjar Abbas Azmat Javed Farasat Ali Ghulam Nabi PAK Paquistão | Nimantha Hewagama Ramith Jayasinghe Rathana Kumara Sanjeewa Kumara Silva H.D. Senaratne Sajith Laxman Rathnayaka SRI Sri Lanka |
| Single skiff peso leve masculino | IND Índia Anil Kumar Mehroliya                                                                              | PAK Paquistão Muhammad Akram                                                                    | SRI Sri Lanka Chrishan Silva                                                                                                   |
| Double skiff peso leve masculino | Manu Mathew Bijender Singh IND Índia                                                                        | Zohaib Zia Hashmi Muhammad Asad Khan PAK Paquistão                                              | Sena Fanseka Nimal Shantha Vidanagamage SRI Sri Lanka                                                                          |
| Quatro sem peso leve masculino   | Saji Thomas Narayan Singh Rathore Haridev Kadyan Manjeet Singh IND Índia                                    | Majeed Ahmad Muhammad Nazeer Muzammil Hussain Muhammad Riaz PAK Paquistão                       | Hussain Jailabdeen Mohamed Gayan Kaushalya Chanaka Talpahewa Chamara Kottehewa SRI Sri Lanka                                   |